# Пекорара, Джакомо де
Джакомо де Пекорара (Giacomo Da Pecorara, O.Cist., его фамилию также пишут как Pecorari и Pecoraria) — католический церковный деятель XIII века. На консистории 1231 года был провозглашен кардиналом-епископом диоцеза Палестрины. Участвовал в выборах папы 1241 (Целестин IV) и 1243 годов.